# Lac de Nzeng-Ayong
Le lac Tchad ou lac de Nzeng-Ayong est un lac du quartier de Nzeng-Ayong à Libreville au Gabon.

## Description
L'ancienne carrière d'exploitation du clinker, abandonnée par la Société africaine de construction (Socoba), s'est transformée en un gigantesque lac dans le quartier de Nzeng-Ayong du 6e arrondissement de Libreville.
Dans les années 2020,  le lac est un sujet de polémiques concernant son risque pour les populations environnantes,.